# World Futures Studies Federation
World Futures Studies Federation är en global icke-statlig organisation som grundades 1973 för att främja utvecklingen av framtidsstudier som en akademisk disciplin. Dess nuvarande president är Dr. Erik F. Øverland, Norge.

## Historia
Federationen grundades vid mötet för International Futures Research Conference 1973.
Organisationens tidigare president Eleonora Barbieri Masini sade år 2005: "Federationens vision är lika giltig idag som den var när Federationen startade. Den kan fortfarande fungera som en blygsam bro mellan människor som är angelägna om att bygga en human värld."

## Förhållandet med UNESCO
UNESCO finansierade deltagandet av medborgare från utvecklingsländer i de evenemang som organiserades av WFSF fram till slutet av 1990-talet. Därefter stödde UNESCO organiseringen av introduktionskurser i framtidsstudier i Asien och Stillahavsområdet, t.ex. Fijiöarna 1993 och Filippinerna 1994. Detta följdes av finansiering för kurser i framtidsstudier som hölls i Budapest 1999, 2001, 2003 och 2005.

## Partnerskap
World Futures Studies Federation har partnerskap med institutioner som Prins Mohammad bin Fahd University (PMU) i Saudiarabien, University of Hawaii, Åbo handelshögskola  och RMIT University Global Cities Research Institute, Melbourne  såväl som andra internationella grupper som Romklubben. WFSF är också partner till European Journal of Futures Research, EJFS.